# Jean II de Vienne
Jean de Vienne, dit Hennebert, né à Bayeux et mort en 1351, est un prélat français du XIVe siècle.

## Biographie
Jean de Vienne est chanoine de Reims, abbé de Saint-Basle puis évêque d'Avranches en 1328. Il passe à Thérouanne en 1331 et à l'archidiocèse de Reims en 1334.
Jean a servi deux fois en tant qu'ambassadeur auprès du Saint-Siège et une fois en tant qu'ambassadeur en Castille.
À la mort de Philippe VI, en 1350, c'est lui qui sacre, à Reims, son fils Jean II et sa seconde épouse Jeanne Ire d'Auvergne.
Il est inhumé dans la cathédrale Notre-Dame de Reims.